# Grootofficier
Grootofficier kan betekenen:

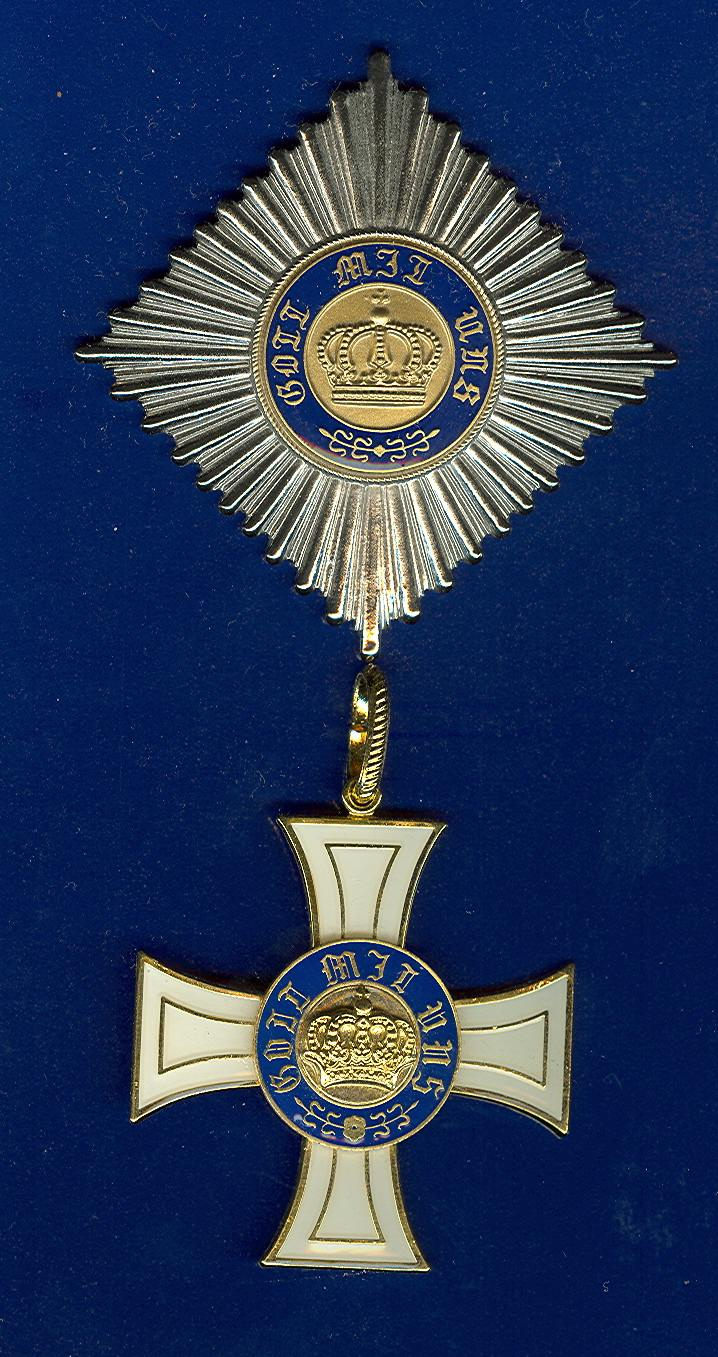
Een typische "plaque" van een grootofficier: versierselen van een grootofficier in de Kroonorde van Pruisen. Particuliere verzameling Groningen.

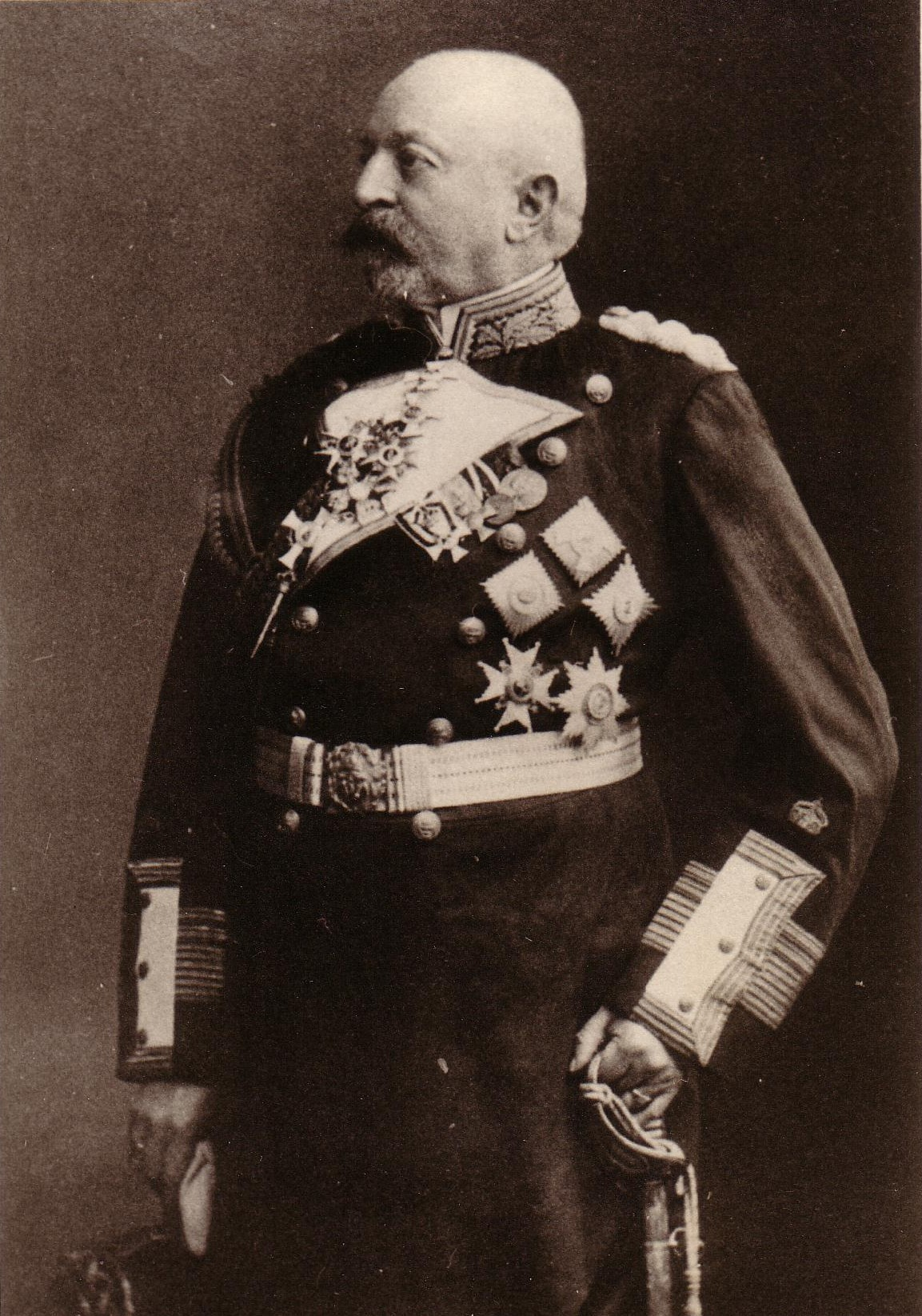
Admiraal Curt von Prittwitz und Gaffron met drie plaques waaronder die van de Orde van de Rode Adelaar en op de borst het kruis van een grootofficier in de Orde van Sint-Olaf.

- Een rang in een hofhouding. De grootofficieren van het Koninklijk Huis in Nederland zijn dit leidinggevende functionarissen; de Grootmeester van het Huis van Zijne Majesteit de Koning, de Grootmeesteres van het Huis van Zijne Majesteit de Koning en de Adjudant-Generaal van Zijne Majesteit de Koning. Deze grootofficieren hebben het recht zich "excellentie" te laten noemen.
- Een hoge rang in een ridderorde. De eerste grootofficieren werden rond 1800 benoemd en het ging om een eerste klasse van de commandeurs. De grootofficieren kwamen zo tussen de commandeurs en de grootkruisen in te staan. De rang wordt in het protocol bij uitstek geschikt geacht om staatssecretarissen, generaals-majoor en burgemeesters van grote steden te decoreren.

Sommige ridderorden hebben geen grootofficieren maar bestaan, zoals de Orde van de Nederlandse Leeuw, uit drie graden; Ridder, Commandeur en Ridder Grootkruis. Wanneer een dergelijke commandeur een ster, borstkruis of plaque mag dragen wordt hij geacht in rang met een grootofficier overeen te komen.
In België dragen de grootofficieren van de Leopoldsorde, De Kroonorde en de Orde van Leopold II een ster op hun linkerborst.

## Dagelijks gebruik

De baton van een grootofficier in de Laotiaanse
Orde van de Miljoen Olifanten en de Witte Parasol

Het knoopsgatversiering of "lintje" van een grootofficier is overal ter wereld een rozet met daaronder een stukje gouden en een stukje zilveren galon. Ook op een baton op een uniform vindt met dit rozet en de twee kleuren galon terug. De batons van de grootofficier is bij sommige orden breder dan die van de lagere graden van dezelfde orde.
Soeverein ·
Grootmeester ·
Kanselier ·
Kapittel ·
Grootprior ·
Baljuw ·
Heraut ·
Wapenkoning ·
Ordeketen ·
Bijzondere Klasse ·
Grootkruis ·
Grootlint ·
Grootofficier ·
Commandeur ·
Officier ·
Ridder Grootkruis van Eer en Devotie ·
Rechtsridder ·
Ridder van Obediëntie ·
Ridder van Eer en Devotie ·
Ridder van Gratie en Devotie ·
Ridder van Magistrale Gratie ·
Eredame ·
Dame ·
Ridder ·
Lid ·
Expectant ·  
Medaille